# Classe préparatoire aux grandes écoles
Pour des articles plus généraux, voir Classe préparatoire et Grande école.
Ne doit pas être confondu avec Classe préparatoire intégrée ou Cycle pluridisciplinaire d'études supérieures.
 (novembre 2024).
 (novembre 2024).
Si vous disposez d'ouvrages ou d'articles de référence ou si vous connaissez des sites web de qualité traitant du thème abordé ici, merci de compléter l'article en donnant les références utiles à sa vérifiabilité et en les liant à la section « Notes et références ».
En France, les classes préparatoires aux grandes écoles (CPGE) sont des filières d'enseignement supérieur hébergées dans les lycées. Communément appelées « classes préparatoires », « classes prépas » ou « prépas » et pour la plupart publiques, elles sélectionnent sur dossier les lycéens en classes de terminale et préparent en un à deux ans, les étudiants aux concours d'admission à certaines grandes écoles : écoles d'ingénieur, écoles de commerce, écoles normales supérieures (ENS), écoles vétérinaires. En argot scolaire français, les étudiants de certaines filières sont appelés taupins, khâgneux, ou encore Golems dans certaines CPGE.
Le ministère de l'Éducation nationale a défini par le décret du 23 novembre 1994, trois catégories de classes préparatoires aux grandes écoles : littéraires, scientifiques ainsi qu'économiques et commerciales.

## Historique

### Création
(avril 2019).

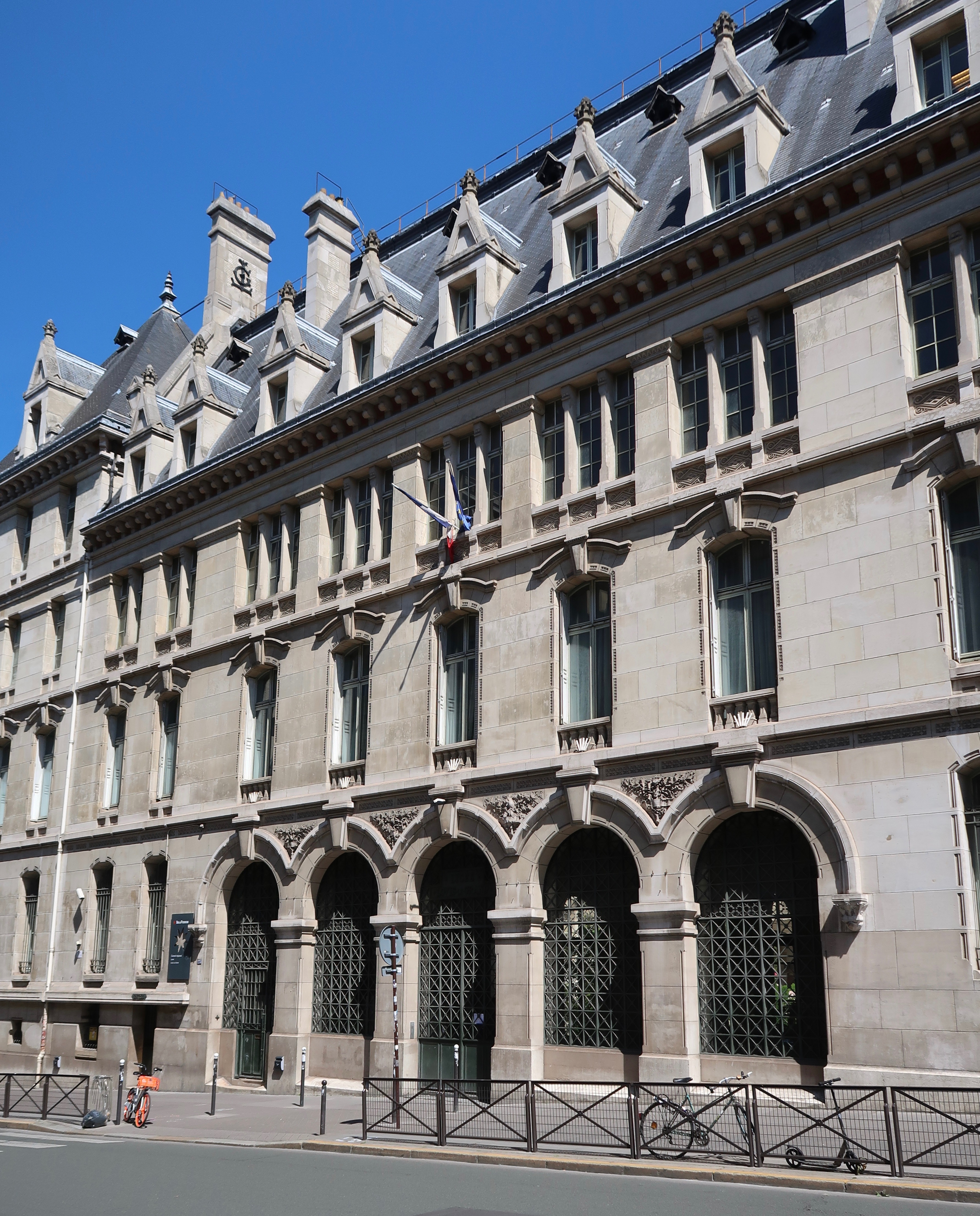
Le lycée Louis-le-Grand, où sont nées les premières classes préparatoires littéraires.

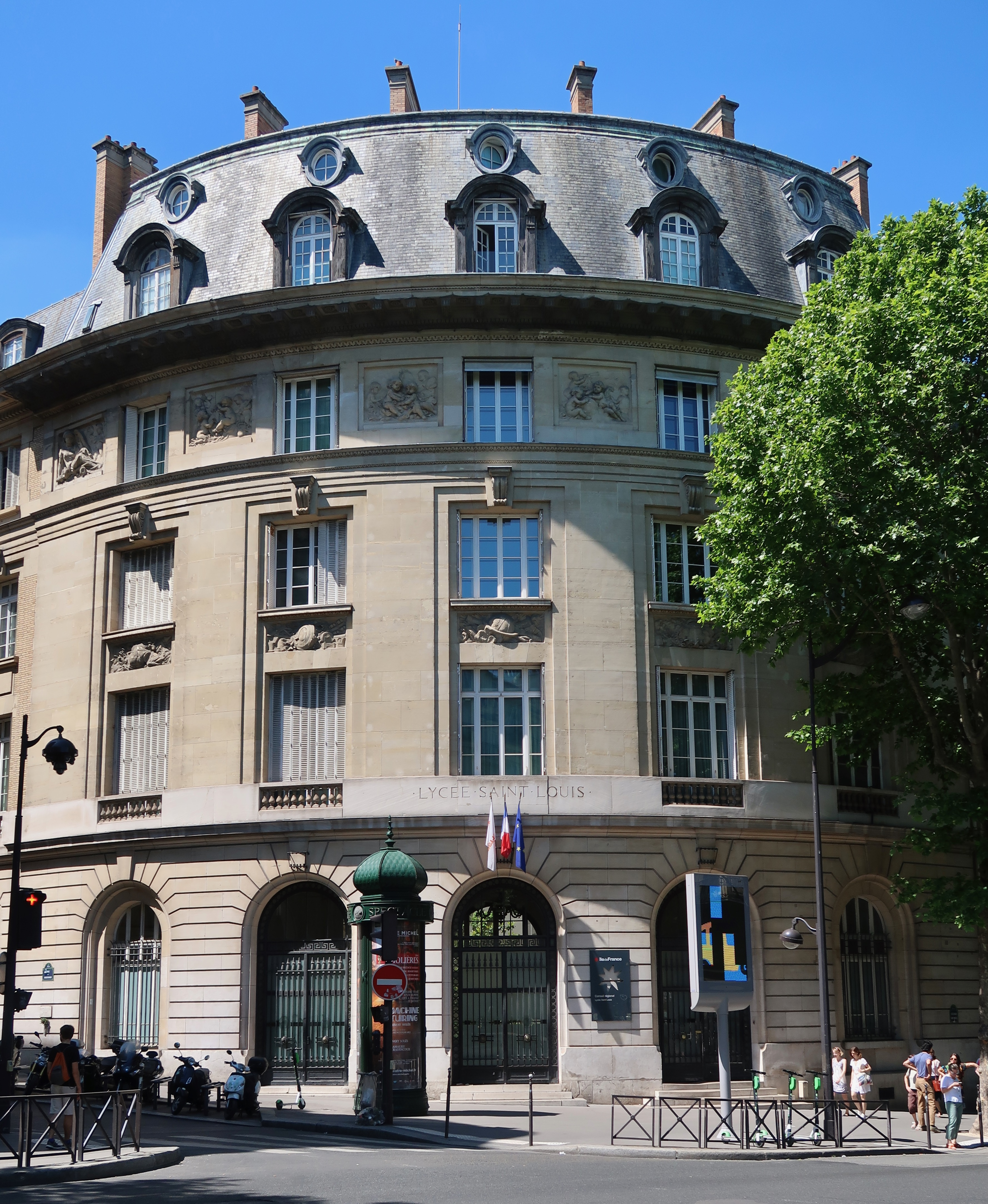
Le lycée Saint-Louis, seul lycée public à se consacrer exclusivement aux classes préparatoires.

Les classes préparatoires apparaissent dès le XVIIIe siècle. Initialement, elles sont exclusivement scientifiques. Il faut attendre le XXe siècle pour voir apparaître les classes préparatoires littéraires, puis enfin les classes préparatoires économiques.
L'apparition des premières classes préparatoires s'explique par la mise en place des premiers concours, destinés au recrutement dans les armées nécessitant des connaissances scientifiques (l'artillerie, par exemple), le critère de quartiers de noblesse étant nécessaire mais insuffisant pour sélectionner les candidats destinés à être officiers des armes savantes. Le premier concours est instauré par Vauban en 1692 (admission dans le génie). C'est dans le but de préparer les candidats à ces concours militaires que les premières institutions, en grande majorité privées, font leur apparition.
Après la Révolution française, les carrières d'officiers supérieurs ne sont plus réservées aux membres de la noblesse. L'ambition de la République d'ouvrir tous les postes à tous les citoyens avec pour seul critère de sélection leurs capacités et leurs talents, trouve son aboutissement dans la création de l'École centrale des travaux publics, future École polytechnique, qui devait être le socle de base de tous les autres enseignements supérieurs techniques (Architecture, etc.).
Les anciennes institutions de préparation aux concours de l'Ancien Régime ne survivent pas à la Révolution. En 1802, Napoléon Bonaparte crée les lycées, dotés chacun d'une « classe de mathématiques transcendantes ». En 1809, la 6e année de lycée devient la classe de « mathématiques spéciales ». En 1814, c'est la classe terminale de philosophie qui contient l'enseignement des mathématiques, puis apparaît en 1821 une seconde année de philosophie qui contient des enseignements plus poussés de mathématiques qui s'intitulent à nouveau « mathématiques spéciales » en 1840. Le baccalauréat ès lettres étant passé au terme de la première année de philosophie, celui-ci, et encore moins le baccalauréat ès sciences d'un niveau plus élevé, n'étant pas obligatoire pour l'admission au concours des écoles spéciales, les élèves suivent donc les cours de mathématiques spéciales essentiellement pour préparer le concours d'entrée à l'École polytechnique en négligeant les études classiques.
C'est en 1852 qu'est créée officiellement une classe de mathématiques spéciales postérieure au cursus secondaire, et dans seulement quinze lycées, dédiée à la préparation des concours d'entrée à l'École polytechnique et à la section des sciences de l'École normale de Paris. Le programme de cette classe devient en même temps le programme officiel de ces concours et le baccalauréat ès-sciences devient un prérequis pour l'admission. La classe de logique (terminale) prépare également au concours d'entrée à l'École militaire[réf. nécessaire], l'École forestière et l'École navale. À cette époque, la proportion d'élèves d'une classe d'âge titulaire du baccalauréat ès-sciences et susceptible de subvenir à ses besoins pour suivre les classes préparatoires aux concours était infime. La démocratisation de l'enseignement en France dans la seconde moitié du XXe siècle a permis l'augmentation des effectifs des classes préparatoires aux grandes écoles.
Les prémices des classes préparatoires littéraires se font à la fin du XIXe siècle afin de préparer les élèves au concours de l'École normale supérieure de Paris. Dans un premier temps, la préparation de ces concours s'est faite dans les classes de rhétorique des lycées, après le baccalauréat de philosophie. En 1880, quelques lycées ouvrent des classes de rhétorique supérieure préparant exclusivement au concours de l'École normale supérieure. La plupart de ces classes sont des subdivisions de la classe de rhétorique du lycée et sont rarement autonomes. Dès le début du XXe les lycées parisiens Louis-le-Grand et Henri-IV remplacent leur classe de rhétorique supérieure par l'année d'« hypokhâgne » et de « khâgne ». Dès lors, les classes préparatoires littéraires jouissent d'une grande réputation mais ne commencent à peser d'un point de vue numérique qu'à partir des années 1960.

### Réformes
Fin 2013, le ministre de l'Éducation nationale Vincent Peillon prévoit d'augmenter le nombre d'heures de cours de certains professeurs de CPGE sans compensation sur leur salaire, afin d'en redistribuer une partie aux professeurs de ZEP. Cette réforme suscite des critiques et la mise en grève, le lundi 9 décembre 2013, d'environ 80 % des professeurs,. En dépit de son apparente volonté de fermeté, face à la mobilisation massive de professeurs et d'étudiants de classes préparatoires, Vincent Peillon annonce le 12 décembre 2013 que les discussions ne sont pas « mûres » et repousse la réforme.

### Évolution des effectifs depuis 1987
Ces données statistiques sont issues des statistiques éditées par le Ministère de l'Éducation nationale,,,,.
On peut constater que, malgré quelques baisses passagères, les effectifs de CPGE augmentent régulièrement depuis le début des années 1990, prolongeant déjà une tendance déjà engagée dans les années 1980. Si les effectifs des classes préparatoires scientifiques sont les plus importants (53 204 en 2014-2015), sa croissance depuis 1990 (+25 %) est plus faible que celle des classes préparatoires littéraires (+45 %) et surtout des classes préparatoires économiques et commerciales (+51 %) dont les effectifs croissent très rapidement de 1996 à 2000.
Les effectifs des CPGE croissent de 2,3 % entre la rentrée 2014 et la rentrée 2015, la plus forte augmentation depuis 2008. Ce sont surtout les filières scientifiques (+2,8 %) et commerciales (+2,1 %) qui sont en croissance alors que les effectifs des filières littéraires sont quasiment stables (+0,3 %).

Évolution de l'effectif global des CPGE (toutes filières confondues) de 2015 à 2023.

Les étudiants inscrits en CPGE sont :
- 81 135 en 2009-2010 ;
- 79 800 en septembre 2011[13] ;
- 85 938 en 2015-2016[14],[15] ;
- 86 500 en septembre 2016[16] et en septembre 2017[17] ;
- 85 100 en septembre 2018[18] et en septembre 2019[19] ;
- 84 900 en septembre 2020[20] ;
- 83 400 en septembre 2021[21] ;
- 81 200 en septembre 2022[22] ;
- 82 400 en septembre 2023[23].

Les CPGE (et STS, sections de technicien supérieur) « offrent des rendements parmi les plus élevés de l'enseignement supérieur » et elles sont en expansion importante depuis les années 1990, avec l'ouverture de « classes de proximité » (dont dans de petits lycées et communes moyennes, faisant qu'en 30 ans, les effectifs cumulés des CPGE et des STS sont passés de 263 000 à 378 000 étudiants (+44 %) ; une étude faite par l'Institut des politiques publiques (2025) a confirmé que l'ouverture de ces classes et formations sélectives de proximité a réellement permis de lutter contre les disparités géographiques : les élèves des petites et moyennes communes en ont particulièrement bénéficié.

## Situation générale actuelle

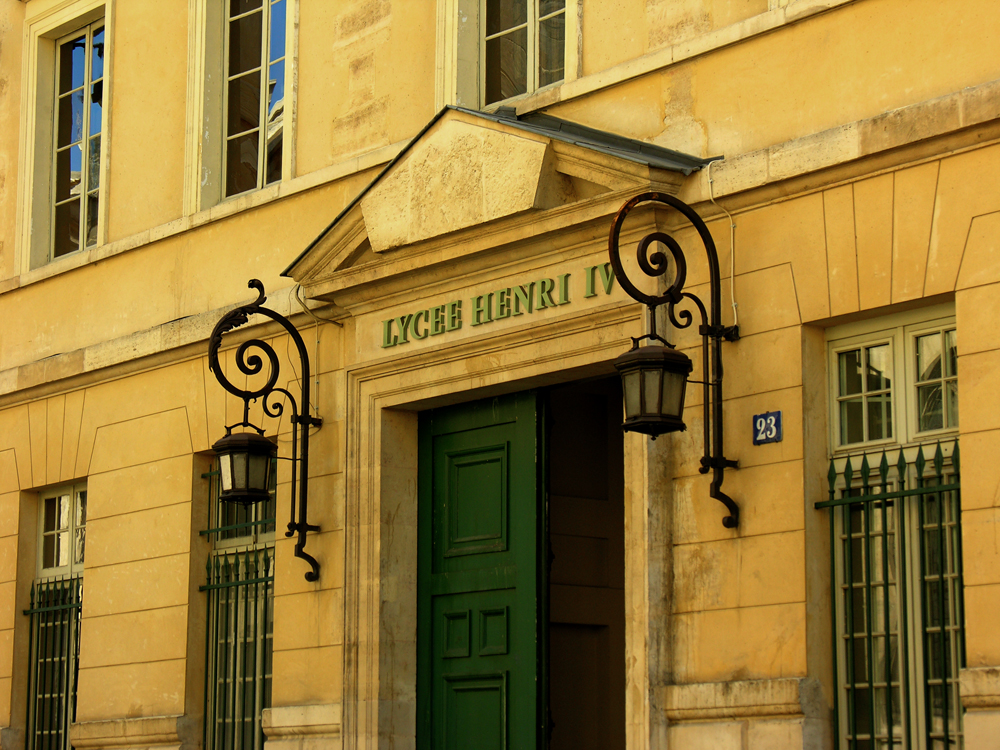
Le lycée Henri-IV, à l'origine de la répartition du cursus en deux ans.

Les concours ont beaucoup évolué, ne serait-ce que parce que le nombre d'écoles d'ingénieurs ou de commerce a considérablement augmenté.
En 2006, on compte plus de 180 écoles à caractère scientifique. Les Écoles supérieures de commerce sont, elles, au nombre de 56.
L'enseignement a lieu dans les lycées et les enseignants sont principalement des professeurs agrégés, souvent docteurs ou anciens élèves de l'ENS, désignés par l'Inspection générale de l'Éducation nationale et qui peuvent devenir professeurs de chaire supérieure. Il est demandé de plus en plus fréquemment aux professeurs de CPGE d'être titulaires d'un doctorat. Les études s'inscrivent dans le système européen d'enseignement supérieur et les deux années de prépa sont équivalentes à 120 crédits compatibles ECTS.
Quelque 38 000 étudiants entrent en classe préparatoire par an, 28 000 sont admis dans une école, 2 000 rejoignent une école post-bac, 7 200 rejoignent l'université dont 5 600 en licence et 1 600 en DUT (IUT). L'origine socioprofessionnelle des étudiants de classe préparatoire est assez marquée. Alors que 31 % des étudiants en université ont des parents cadres supérieurs ou exerçant une profession libérale (43 % pour les étudiants dans les filières de santé), ce taux s'élève à 51 % pour les étudiants en classe préparatoire. 24 % des étudiants d'université ont des parents ouvriers ou employés (13 % dans les filières de santé), alors qu'ils sont 15 % en CPGE. Le taux d'étudiants boursiers en CPGE oscille entre 20 et 25 %.
Parmi les 81 135 inscrits en 2009-2010, 53 404 (61 %) étaient dans des classes scientifiques, 19 265 (24 %) en classes économiques et commerciales et 12 232 (15 %) en classes littéraires. Environ 43 % des étudiants en classes préparatoires sont des filles, dont 30,5 % en filière scientifique, 55 % en économique et commerciale et 74 % en littéraire. Enfin, environ 16 % de ces étudiants étaient inscrits dans des établissements privés.
En 2006, le ministère de l'éducation nationale a dépensé 14 250 euros par étudiant en classes préparatoires aux grandes écoles, la moyenne étant de 9 280 euros par étudiant du supérieur en France, et 10 655 pour les pays de l'OCDE. Ces dépenses correspondent surtout à des dépenses de personnel.
Les écarts résultent des différences de taux d'encadrement, celui-ci étant plus important en CPGE (de 1,5 à 2,3 fois plus important selon les filières universitaires).
Si les concours des écoles les plus prestigieuses restent très sélectifs, peu de candidats des CPGE scientifiques et commerciales n'obtiennent pas de place à un concours au moins. En ce qui concerne les concours scientifiques en 2006, 18 552 candidats ont été classés sur 23 282. 17 460 ont été appelés, ce qui signifie qu'on leur a offert une place dans une école à l'issue du concours. 13 906 l'ont acceptée, les autres préférant le plus souvent refaire une année de prépa pour tenter d'obtenir une école leur convenant mieux ou poursuivre leurs études à l'université. Enfin, 1 433 places n'ont pas trouvé preneur.
D'autre part, la grande majorité des classes préparatoires sont publiques et la scolarité y est donc gratuite.

## Préparation aux concours
Quelle que soit la filière, ces classes préparatoires, comme leur nom l'indique, préparent les étudiants au passage des concours d'entrée des grandes écoles de commerce, d'ingénieurs, écoles normales supérieures, écoles militaires, etc.
Les élèves suivent donc un enseignement intensif et assez théorique. Ils acquièrent aussi des méthodes de travail et ils apprennent à organiser leur temps ainsi qu'à gérer leur stress. Outre les travaux dirigés (TD) et les devoirs à la maison (DM), ils se préparent à la partie écrite des concours grâce à des devoirs surveillés (DS) réguliers, qui peuvent être ou non extraits d'épreuves de concours.
Les élèves se préparent également à la partie orale des concours, grâce à des interrogations orales (« colles » ou « khôlles » en argot scolaire) dont les examinateurs sont des « colleurs », qui sont majoritairement des professeurs de classes préparatoires ou de l'enseignement secondaire, et plus exceptionnellement des universitaires.

## CPGE à parcours sécurisé ouvert
Il existe également dans certains établissement des CPGE à parcours sécurisé ouvert en association avec une école d'ingénieur. Ces CPGE respectent le programme d'une filière particulière et assurent la préparation des étudiants pour les épreuves des concours d'entrée aux grandes écoles ; tout en permettant d'accéder à l'école partenaire sur contrôle continu.

## Critiques
Les CPGE sont la cible récurrente de nombreuses critiques.
Il leur est d'abord reproché d'être un moyen de discrimination sociale : il y avait par exemple deux fois moins d'enfants de classes populaires dans les grandes écoles en 2000 qu'en 1970[réf. nécessaire].
On note également que 5 % des élèves de CPGE sont issus du milieu ouvrier et 51,9 % sont issus du milieu « professions libérales et cadres supérieurs ». À la rentrée 2011, on compte 30 % de boursiers en classes préparatoires. L'État a cependant pris conscience du manque de diversité sociale dans les classes préparatoires, et le Sénat a lancé une enquête en 2006 pour mettre en évidence les problèmes de recrutement des élèves et proposer des solutions.
Plusieurs dispositifs cherchent à augmenter la mixité sociale en classes préparatoires, dont le dispositif des cordées de la réussite.
La seconde critique concerne le contenu de l'enseignement. En classes préparatoires scientifiques, les étudiants doivent étudier la physique, la chimie, les mathématiques, le français, l'informatique et une langue vivante de leur choix, ce qui représente une quantité et une qualité de travail importantes. Ce mode d'enseignement est justifié par la vocation des classes préparatoires à former de futurs ingénieurs ou chercheurs de haut niveau, et dont la formation soit reconnue internationalement. Ainsi, presque 16 % des ingénieurs passés par les classes préparatoires trouvent un travail à l'étranger.
La troisième critique faite aux classes préparatoires aux grandes écoles soulève le coût de cette formation pour l’État. En effet, le coût d'un élève de classes préparatoire est 50 % plus élevé que celui d'un étudiant en université française, pour lequel les investissements sont légèrement en dessous de la moyenne de ceux des pays de l'OCDE. Cet écart de coût qui semble très important doit cependant être mis en perspective :
- Les CPGE scientifiques amènent 80 % des élèves qui y entrent, de la 1re année au niveau école d'ingénieur (source BNEI : bureau national des élèves ingénieurs[36]). Ensuite, les grandes écoles assurent à leurs étudiants un accès à l'emploi remarquable : pour les diplômés 2013, le taux net d'emploi est de 83,5 % pour les ingénieurs et 78,4 % pour les managers d'après le rapport de la Conférence des Grandes Écoles[34].
- Sur les inscrits à l’université en L1, une partie arrête rapidement d’assister aux cours. Selon la DEPP, sur 100 étudiants inscrits pour la première fois en L1, 44 passent en L2, 25 redoublent leur L1 et 28 arrêtent leurs études ou se réorientent l’année d’après[37]. Une partie d’entre eux « ne se présentent jamais dans la formation dans laquelle ils se sont inscrits ou l’abandonnent très rapidement (idem, page 1) ». Il n’est pas possible actuellement de calculer la dépense par étudiant effectivement présent, ce qui fait sous-estimer l’investissement par étudiant présent à l’université.

Bien que la pression et la charge de travail soient élevées, il faut noter qu'aucune statistique ne permet d'affirmer que le taux de suicide est plus élevé chez les jeunes en CPGE que pour ceux en premier cycle universitaire.
En 2020 et 2021 durant la crise sanitaire de la Covid-19 les universitaires ont pointé du doigt le statut de « protégé » des classes préparatoires qui dès septembre 2020 sont retournées en présentiel creusant ainsi l'écart de niveau avec les universités restés en distanciel.

## Filières
Il existe actuellement trois filières de classes préparatoires aux grandes écoles.

### Les classes préparatoires scientifiques

Schéma synthétisant les différentes filières offertes en classes préparatoires scientifiques et les liens entre elles.

Cette filière scientifique se distingue en deux principaux pôles d'enseignement :
- D'une part, le pôle « mathématiques, physique et sciences de l'ingénieur »[N 1], nommé en argot scolaire « taupe »[N 2] ; ce pôle d'enseignement a pour rôle de former les futurs ingénieurs, mathématiciens, physiciens et chimistes qui intégreront les écoles d'ingénieurs ou les écoles normales supérieures ; les voies du pôle « taupe » sont :
  1. en première année, MP2I, MPSI, PCSI, PTSI, TSI et TPC[N 3].
  2. en seconde année, MP, MPI (depuis la rentrée 2022), PC, PSI, PT, TSI, TPC et ATS.
- D'autre part, le pôle « biologie et sciences de la Terre »[N 1] nommé en argot scolaire « agro »[N 4] ou « bio » ; ce pôle d'enseignement a pour rôle de former les futurs biologistes, vétérinaires et géologues qui intégreront respectivement une école d'ingénieurs spécialisée en agronomie — c’est-à-dire une ENSA ou une ENITA —, une école nationale vétérinaire[N 5] ou bien une école de géologie, comme celle de Nancy ; les voies du pôle « agro » sont BCPST et TB[N 3] ou encore ATS biologie[40].

Il existe des concours uniques à chaque école. Mais il existe aussi des concours communs, qui regroupent plusieurs écoles d'ingénieurs, destinés aux élèves de classes préparatoires scientifiques. Toutes filières confondues, les élèves de classes préparatoires scientifiques peuvent s'inscrire aux concours ou banques communes d'épreuves suivants :
- le concours des Écoles normales supérieures (ENS) ; il permet d'accéder aux 4 écoles normales supérieures : l'ENS Ulm, l'ENS de Lyon, l’ENS Paris-Saclay et l'ENS Rennes ; il est jumelé avec le concours de l'École polytechnique en voie « PSI » ;
- le concours d'entrée à l'École polytechnique ; il est jumelé avec le concours de l'ESPCI ParisTech en voie « PC », et avec le concours de l'ENS Paris-Saclay en voie « PSI », comme précisé ci-avant ;
- le concours commun Mines-Ponts ; ainsi que ses concours associés : le concours commun TPE/EIVP et le concours Mines-Télécom ;
- le concours Centrale-Supélec ;
- le concours commun des instituts nationaux polytechniques (CCINP) ; anciennement concours communs polytechniques (CCP) ;
- le concours e3a (dont certaines épreuves sont mutualisées avec celle de la banque CCINP)[42] ;
- le concours EPITA-IPSA-ESME ;
- les concours des écoles militaires : l'ESM Saint-Cyr, l’École navale[N 6], l'École de l'air et l’ENSTA Bretagne[N 7] ;
- les concours des écoles d'actuariat : l'Euro-institut d'actuariat (EURIA), l'Institut de science financière et d'assurances (ISFA) et l’Institut de statistique de l'université de Paris (ISUP) ;
- la Banque PT ;
- les concours ATS ;
- les concours agronomiques et vétérinaires ;
- la banque d'épreuves Géologie Eau et Environnement ;

En 2018, 27 294 candidats se sont inscrits à ces concours qui offraient 18 002 places.
Ces concours communs sont exclusivement dédiés aux élèves de classes préparatoires. D'autres concours sont dédiés aux élèves tout juste titulaires du baccalauréat et aux étudiants d'un niveau bac+2 à bac+4 (BTS, DUT, ATS, licence 2, CUPGE, licence 3, licence professionnelle, master 1, etc.) : ce sont respectivement les concours communs post-bac (par exemple le concours Geipi Polytech ou le concours Avenir) et les concours communs par admissions parallèles (comme le concours Pass ingénieur de CCINP).

### Les classes préparatoires littéraires
Elles ont pour caractéristique commune les appellations des années d'études :
- Hypokhâgne ou Lettres supérieures pour la première année ;
- Khâgne ou Première supérieure pour la seconde année.

Il existe deux voies, dont la première se divise en deux sous-genres.
D'une part, une voie purement littéraire, appelée « Lettres ». Cette voie prépare aux écoles normales supérieures (ENS), écoles supérieures de commerce (ESC) et de gestion, instituts d'études politiques (IEP - « Sciences Po »), à l'école nationale des chartes, aux écoles de traduction et d'interprétation (comme l'ESIT ou l'ISIT) entre autres.
La première année se nomme officiellement « Lettres supérieures » (hypokhâgne A/L en argot scolaire), elle est indifférenciée et donne accès aux deux types de khâgne (A/L Ulm ou LSH) ; la seconde année « Première supérieure » (khâgne en argot scolaire). En outre, une distinction peut être faite entre les Première supérieure ENS Ulm ou khâgnes A/L ou Ulm (dites « classiques ») et les Premières Supérieures ENS de Lyon ou khâgnes Lyon ou LSH (dites « modernes ») :
- les khâgnes « A/L », préparant au concours A/L de l'École normale supérieure de Paris, rue d'Ulm à Paris, disposent d'un enseignement de langue ancienne (latin ou grec ancien),
- les khâgnes « LSH » (appelées aussi « 1re Supérieure (Lyon – Lettres et sciences humaines) ») , préparant au concours de l'ENS de Lyon, disposent, de leur côté, d'un enseignement de géographie.

D'autre part, la voie « Lettres et sciences sociales », dite « B/L ». La première année se nomme hypokhâgne B/L ou Lettres supérieures ; la seconde année se nomme khâgne B/L ou Première Supérieure. Cette voie littéraire propose en plus un enseignement en mathématiques et en sciences économiques et sociales. Néanmoins, les mêmes matières littéraires y sont enseignées (philosophie, lettres, histoire, géographie (optionnel), langues anciennes (optionnel), langues vivantes). Les élèves de la voie B/L peuvent prétendre à la réussite de concours de l'École normale supérieure de Paris, ainsi que des ENS de Lyon et de Paris-Saclay. En outre, les concours de l'ENSAE et de l'ENSAI leur sont également accessibles, ainsi que les concours des écoles de commerce, des IEP de Province après l'hypokhâgne ou la khâgne et Sciences Po Paris après une troisième année. Enfin, certaines écoles telles que le CELSA ou Dauphine ouvrent leurs concours et leur recrutement aux élèves de B/L.
Le Ministère des Armées gère également une voie de CPGE littéraire spécifique à option « lettres et sciences humaines », menant au concours d'officier de l'école de Saint-Cyr.
Depuis quelques années, des classes préparatoires Sciences Po émergent afin de préparer au concours commun des sept IEP de province (Lyon, Aix-en-Provence, Lille, Strasbourg, Saint-Germain-en-Laye, Rennes et Toulouse). Ces dernières proposent une préparation intensive en 1 an afin d'intégrer les concours du réseau Sciences Po proposés aussi aux élèves de terminale. Les épreuves des concours demandent rigueur et méthode ; la classe préparatoire permet une remise à niveau après l’obtention du baccalauréat et l’apprentissage des codes de rédaction et de réflexion demandés par les IEP. Si ces classes préparatoires ne sont pas nombreuses aujourd'hui, elles se développent néanmoins à un rythme soutenu depuis quelques années.

### Les classes préparatoires économiques et commerciales
De création beaucoup plus récente, la CPGE économique et commerciale — appelée « prépa ECS (enseignement commercial option scientifique) ou ECE (enseignement commercial option économique) ou ECT-ECP (enseignement commercial option technologique) ou « épice » en argot scolaire — prépare aux concours des Écoles supérieures de management, de commerce et de gestion (HEC, ESSEC, ESCP, EDHEC, Audencia, EMLyon, NEOMA, TBS Education, GEM…). Elle se décline en voie scientifique (anciennement « voie générale »), voie économique et voie technologique. Il y a aussi les voies juridiques et économie-gestion des prépa ENS Cachan D1 et D2. Il n'existe pas de préparation spécifique pour les littéraires, sauf pour ceux qui sont en prépa D1, mais les concours des écoles leur sont ouverts au travers des épreuves qu'ils passent dans leur propre filière.
Voici quelques précisions sur les six voies en prépa économique et commerciale (en 2 ans) :
- la voie scientifique, majoritaire, destinée aux élèves issus de baccalauréats scientifiques (S) ou d'enseignements de spécialité équivalents, dont la dénomination officielle est ECS ;
- la voie économique, destinée aux élèves issus de baccalauréats économiques et sociaux (ES) et de baccalauréats littéraires (L) spécialité mathématiques, ou d'enseignements de spécialité équivalents, dont la dénomination officielle est ECE ;
- la voie technologique, destinée aux élèves issus de baccalauréats technologiques (STMG), dont la dénomination officielle est ECT ;
- la voie professionnelle, destinée aux élèves issus de baccalauréats professionnels (du secteur tertiaire), dont la dénomination officieuse est ECP, mais qui est en réalité une prépa ECT étalé sur trois ans au lieu de deux ;
- la voie juridique, destinée aux élèves issus des baccalauréats littéraires, économiques et scientifiques, ou de l'actuel baccalauréat général peu importe les enseignements de spécialité, dont la dénomination officielle est ENS Rennes D1 (droit, économie) ;
- la voie économie-gestion, destinée aux élèves issus des baccalauréats économiques et scientifiques, ou d'enseignements de spécialité équivalents, dont la dénomination officielle est ENS Paris-Saclay D2 (économie, gestion).

Pour la voie scientifique, les matières enseignées et présentes aux épreuves écrites sont les mathématiques, l'histoire-géographie et la géopolitique du monde contemporain, la culture générale (au travers de la philosophie et du français), les langues vivantes (au nombre de deux, dont obligatoirement l'anglais) et le résumé de texte. L'économie est une option, et ne peut être passée aux concours. Dans la voie économique et commerciale, l’économie, sociologie et histoire du monde contemporain (ESH) remplace l'histoire-géographie et la géopolitique. Dans la voie technologique, il s'agit d'une épreuve d'économie et de droit, d'une épreuve de management et gestion, d'une épreuve de culture générale (philosophie et culture générale), de mathématiques, de langue vivantes (au nombre de deux, dont l'anglais).
Pour les deux CPGE ENS Rennes D1 et Paris-Saclay D2, une partie des cours a lieu au lycée et l'autre dans une université partenaire. Les matières enseignées à l'université ne sont pas les mêmes d'une CPGE à une autre.
Dans la voie juridique, les matières enseignées sont le droit civil, l'économie, et soit le droit des affaires, le droit public ou les mathématiques-statistiques, ainsi qu'une langue vivante. Il est possible d'étudier une seconde langue vivante mais elle est facultative bien qu'indispensable pour les concours des écoles de commerce.
Et la voie après un DUT ou un BTS, en 1 an :
- la voie ATS économie-gestion[49] : réservée aux étudiants déjà titulaires d'un DUT ou d'un BTS et souhaitant poursuivre leur formation en école de commerce.

Depuis 2021, les classes préparatoires ECG (Économique et Commerciale voie Générale) remplacent les prépas ECS et ECE, en réponse à la réforme du lycée.

## Classement des lycées proposant des classes préparatoires
Il n'existe pas de classement officiel des lycées proposant des classes préparatoires. Certains organes de presse publient chaque année un classement fondé sur certaines statistiques, mais ceux-ci ne prennent pas en compte la totalité des données : par exemple, certaines écoles sont omises lors de la comptabilisation des « intégrés » pour chaque classe préparatoire.
Deux types de classements peuvent être publiés :
1. des classements fondés sur les résultats aux concours préparés dans ces lycées ;
2. et des classements évaluant la sélectivité à l'entrée de ces lycées[51].

- d'une part, les lycées les mieux classés sélectionnent à l'entrée les bacheliers ayant le meilleur potentiel et reçoivent ainsi des dossiers venant de l'ensemble du territoire français ; les étudiants choisis ont donc intrinsèquement plus de chance de réussir les concours qu'ils présenteront en fin du cycle des classes préparatoires ;
- d'autre part, certains des lycées réputés effectuent une sélection drastique sur les étudiants en fin de 1re année du cycle — la classe de « Sup » par exemple — en limitant les passages en 2de année du cycle, au sein de leur établissement : ils ne gardent que les étudiants pour lesquels ils pensent que la réussite aux concours est très probable.

## Critiques et remise en cause
L'enseignement supérieur français se caractérise par l'existence de structures d'enseignement supérieur en dehors des universités ; cette spécificité est l'objet de critiques multiples de la part de certains universitaires et spécialistes de l'Éducation nationale. Au contraire des universités, les grandes écoles sont généralement estimées être la formation « naturelle » des élites politiques, administratives et économiques en France,.
De cette manière, le taux de réussite enregistré par ces lycées devient très élevé voire proche de 100 %, ce qui assure de conserver une cote élevée dans les classements publiés.

## Dans la culture

### Cinéma
- La Voie royale de Frédéric Mermoud (2023)

### Littérature
- N'oubliez pas de vivre de Thibaut de Saint Pol (2004)
- Un hiver à Paris de Jean-Philippe Blondel (2015)
- Pour que je m'aime encore de Maryam Madjidi (2021)

### Musique
- Ici et là d'Alain Souchon (2019) : « Ici khâgne hypokhâgne grimpe à Normal Sup ».
- Chaque soir de 47Ter (2019) : « Mais c'est normal elle a charbonné sa prépa / Les soirées d'étudiants, elle ne connaissait pas ».